# Федеральний університет Сан-Паулу
Федеральний університет Сан-Паулу (порт. Universidade Federal de São Paulo, UNIFESP) — багатокампусова система вищої освіти в штаті Сан-Паулу; за даними бразильського міністерства освіти (MEC), найкрщий університет країни. До 2005 року UNIFESP був виключно медичною школою, але того року був розширений та став багатопрофільним університетом. Зараз університет має 5 кампусів: найстаріший в районі Віла-Клементіну в Сан-Паулу, решта в Гуарульюсі (гуманітарні науки), Діадемі (хімія), Сантусі та Сан-Жозе-дус-Кампусі (інформатика). Ще один кампус планується відкрити найближчим часом в передмістях Сан-Паулу для економіки та точних наук.